# Jean-Jacques Acquevillo

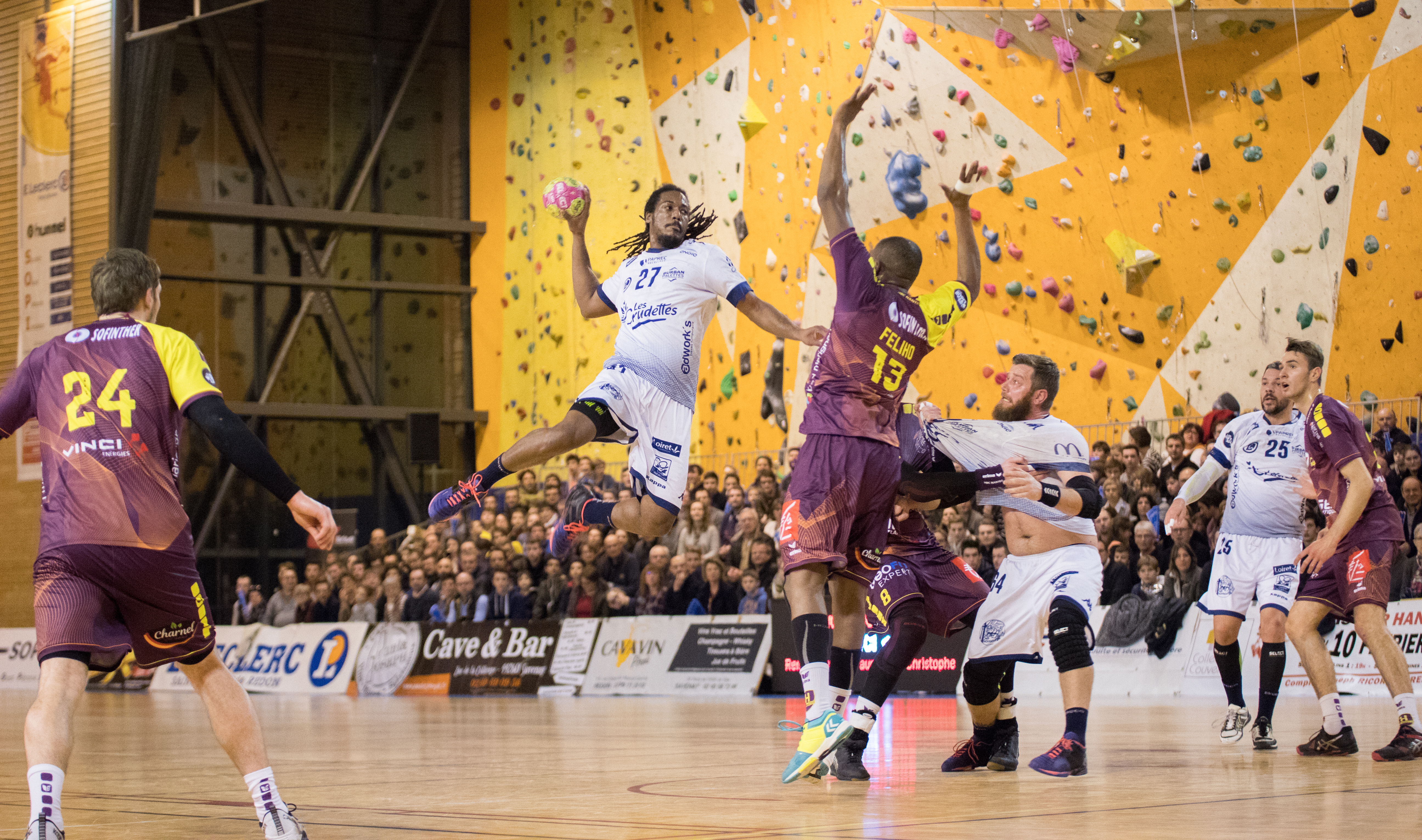
Acquevillo avec le Saran Loiret Handball, le 23 janvier 2018.

Jean-Jacques Acquevillo, né le 17 janvier 1989 au Lamentin en Martinique, est un handballeur international français évoluant au poste d'arrière gauche.

## Biographie
Né en Martinique, il pratique le football puis le handball au sein d'équipes de sa ville natale du Lamentin. Après avoir commencé en moins de 14 ans, il écume les terrains martiniquais, avant le grand saut vers la France hexagonale à 19 ans.
Il se rend alors à Longvic, en banlieue dijonnaise. Malgré un temps d'adaptation tant au niveau du climat que du handball, il contribue à la montée du club de N3 en N2 dès la première année. Après trois ans, il prend la direction de Grenoble, en Nationale 1. Andy Sekiou, le gardien Grenoblois, le recommande à Fabien Courtial, l'entraîneur de l'USM Saran, qui le recrute en 2014.
Avec Saran, il connait deux montées en deux ans, accédant à la D2 en 2015 puis à la D1 en 2016. Dès ces premiers matchs, il se montre décisif au point d'être élu meilleur joueur du mois de septembre. Il contribue ainsi au maintien du club au terme de sa première saison, mais ne peut empêcher la relégation en 2018.
Il signe pour deux saisons avec le Cesson Rennes Métropole Handball.
Les 13 et 16 juin 2019, il connaît ses deux premières sélections en équipe de France pour les matches de qualification au championnat d'Europe 2020,.
À la suite de la relégation de Cesson Rennes en D2, il signe à l'USAM Nîmes Gard.
En 2021, il est retenu pour participer au Championnat du monde 2021 avec la France.

## Palmarès

### En clubs
- Vainqueur du Championnat de France de Pro D2 (1) : 2016
- Deuxième du Championnat de France de Nationale 1 (1) : 2015

### Distinctions individuelles
- élu meilleur joueur du mois de septembre du Championnat de France 2016-2017[4]